# Stanley-Cup-Playoffs 1974
Die Playoffs um den Stanley Cup des Jahres 1974 begannen am 9. April 1974 und endeten am 19. Mai 1974 mit dem 4:2-Sieg der Philadelphia Flyers gegen die Boston Bruins. Die Flyers gewannen somit bei ihrer ersten Finalteilnahme ihren ersten Titel der Franchise-Geschichte und wurden zum ersten Team der großen Ligaerweiterung von 1967, das den Stanley Cup erringen konnte. Demzufolge ging zum ersten Mal in der Ligahistorie kein Team aus den Original Six siegreich aus den Playoffs hervor. Ferner stellten sie mit Rick MacLeish den Topscorer sowie mit Torhüter Bernie Parent den mit der Conn Smythe Trophy ausgezeichneten Most Valuable Player dieser post-season. Die unterlegenen Bruins hingegen mussten bei ihrer insgesamt 13. Finalteilnahme die achte Niederlage hinnehmen.

## Modus
Für die Playoffs qualifizierten sich die jeweils vier besten Teams der Eastern und der Western Division. Im Viertelfinale standen sich zuerst innerhalb einer jeden Division der Erste und der Vierte sowie der Zweite und der Dritte der Setzliste gegenüber. Die Halbfinals wurden zwischen den Divisionen ausgetragen, so traf die höher gesetzte Mannschaft aus dem Osten auf die niedriger gesetzte Mannschaft aus dem Westen und analog dazu das höher gesetzte Team aus dem Westen auf das niedriger gesetzte Team aus dem Osten. Anschließend folgte das Stanley-Cup-Finale.
Alle Serien wurden dabei im Best-of-Seven-Modus ausgetragen, das heißt, dass ein Team vier Siege zum Weiterkommen benötigte. Das höher gesetzte Team hatte dabei in den ersten beiden Spielen Heimrecht, die nächsten beiden das gegnerische Team. Sollte bis dahin kein Sieger aus der Runde hervorgegangen sein, wechselte das Heimrecht von Spiel zu Spiel. So hatte die höher gesetzte Mannschaft in den Spielen 1, 2, 5 und 7, also vier der maximal sieben Spiele, einen Heimvorteil.
Bei Spielen, die nach der regulären Spielzeit von 60 Minuten unentschieden blieben, folgte die Overtime. Sie endete durch das erste erzielte Tor (Sudden Death).

## Qualifizierte Teams
| Eastern Division - (E1) Boston Bruins - (E2) Canadiens de Montréal - (E3) New York Rangers - (E4) Toronto Maple Leafs | Western Division - (W1) Philadelphia Flyers - (W2) Chicago Black Hawks - (W3) Los Angeles Kings - (W4) Atlanta Flames |

## Playoff-Baum
| Viertelfinale | Viertelfinale       | Viertelfinale       |    |                       | Halbfinale | Halbfinale | Halbfinale |  |  | Stanley-Cup-Finale | Stanley-Cup-Finale | Stanley-Cup-Finale |
|               |                     |                     |    |                       |            |            |            |  |  |                    |                    |                    |
| E1            | Boston Bruins       | 4                   |    |                       |            |            |            |  |  |                    |                    |                    |
| E4            | Toronto Maple Leafs | 0                   |    |                       |            |            |            |  |  |                    |                    |                    |
| E4            | Toronto Maple Leafs | 0                   | E1 | Boston Bruins         | 4          |            |            |  |  |                    |                    |                    |
|               |                     |                     | E1 | Boston Bruins         | 4          |            |            |  |  |                    |                    |                    |
|               | W2                  | Chicago Black Hawks | 2  |                       |            |            |            |  |  |                    |                    |                    |
| W2            | W2                  | Chicago Black Hawks | 2  | Chicago Black Hawks   | 4          |            |            |  |  |                    |                    |                    |
| W2            |                     |                     |    | Chicago Black Hawks   | 4          |            |            |  |  |                    |                    |                    |
| W3            | Los Angeles Kings   | 1                   |    |                       |            |            |            |  |  |                    |                    |                    |
| W3            | Los Angeles Kings   | 1                   | E1 | Boston Bruins         | 2          |            |            |  |  |                    |                    |                    |
|               |                     |                     |    | Boston Bruins         | 2          |            |            |  |  |                    |                    |                    |
|               | W1                  | Philadelphia Flyers | 4  |                       |            |            |            |  |  |                    |                    |                    |
| W1            | W1                  | Philadelphia Flyers | 4  | Philadelphia Flyers   | 4          |            |            |  |  |                    |                    |                    |
| W1            |                     |                     |    | Philadelphia Flyers   | 4          |            |            |  |  |                    |                    |                    |
| W4            | Atlanta Flames      | 0                   |    |                       |            |            |            |  |  |                    |                    |                    |
| W4            | Atlanta Flames      | 0                   | W1 | Philadelphia Flyers   | 4          |            |            |  |  |                    |                    |                    |
|               |                     |                     | W1 | Philadelphia Flyers   | 4          |            |            |  |  |                    |                    |                    |
|               | E3                  | New York Rangers    | 3  |                       |            |            |            |  |  |                    |                    |                    |
| E2            | E3                  | New York Rangers    | 3  | Canadiens de Montréal | 2          |            |            |  |  |                    |                    |                    |
| E2            |                     |                     |    | Canadiens de Montréal | 2          |            |            |  |  |                    |                    |                    |
| E3            | New York Rangers    | 4                   |    |                       |            |            |            |  |  |                    |                    |                    |

## Viertelfinale

### (E1) Boston Bruins – (E4) Toronto Maple Leafs
| 10. April 1974 | Boston Bruins Gregg Sheppard (24:22) | 1:0 (0:0, 1:0, 0:0) Spielbericht Stand: 1:0 | Toronto Maple Leafs | Boston Garden, Boston, Massachusetts Zuschauer: 15.003 |

| 11. April 1974 | Boston Bruins Ken Hodge (8:56) Bobby Schmautz (15:46) Johnny Bucyk (23:31) Wayne Cashman (33:13) Phil Esposito (47:34) Gregg Sheppard (59:14) | 6:3 (2:2, 2:1, 2:0) Spielbericht Stand: 2:0 | Toronto Maple Leafs Ron Ellis (14:24) Dave Keon (19:06) Darryl Sittler (35:01) | Boston Garden, Boston, Massachusetts Zuschauer: 15.003 |

| 13. April 1974 | Toronto Maple Leafs Bob Neely (8:54) Darryl Sittler (39:30) Eddie Shack (42:20) | 3:6 (1:0, 1:4, 1:2) Spielbericht Stand: 0:3 | Boston Bruins André Savard (21:59) Gregg Sheppard (25:44) Gregg Sheppard (36:46) Johnny Bucyk (37:00) Wayne Cashman (41:22) Bobby Schmautz (51:42) | Maple Leaf Gardens, Toronto, Ontario Zuschauer: 16.485 |

| 14. April 1974 | Toronto Maple Leafs Ron Ellis (14:56) Norm Ullman (28:58) Inge Hammarström (58:43) | 3:4 n. V. (1:1, 1:1, 1:1, 0:1) Spielbericht Stand: 0:4 | Boston Bruins Terry O’Reilly (8:53) Ken Hodge (26:51) Bobby Orr (57:34) Ken Hodge (61:27) | Maple Leaf Gardens, Toronto, Ontario Zuschauer: 16.485 |

### (E2) Canadiens de Montréal – (E3) New York Rangers
| 10. April 1974 | Canadiens de Montréal Steve Shutt (28:59) | 1:4 (0:2, 1:1, 0:1) Spielbericht Stand: 0:1 | New York Rangers Steve Vickers (10:48) Bruce MacGregor (11:07) Dale Rolfe (22:43) Brad Park (58:11) | Forum de Montréal, Montréal, Québec |

| 11. April 1974 | Canadiens de Montréal Steve Shutt (25:03) Yvan Cournoyer (38:11) Yvan Cournoyer (51:53) Yvan Cournoyer (54:51) | 4:1 (0:1, 2:0, 2:0) Spielbericht Stand: 1:1 | New York Rangers Bruce MacGregor (12:51) | Forum de Montréal, Montréal, Québec Zuschauer: 16.790 |

| 13. April 1974 | New York Rangers Pete Stemkowski (48:06) Jean Ratelle (51:48) | 2:4 (0:3, 0:1, 2:0) Spielbericht Stand: 1:2 | Canadiens de Montréal Pete Mahovlich (3:38) Steve Shutt (15:03) Yvan Cournoyer (18:47) Yvan Cournoyer (20:49) | Madison Square Garden, New York City, New York Zuschauer: 17.500 |

| 14. April 1974 | New York Rangers Ron Harris (9:35) Rod Gilbert (24:46) Ted Irvine (34:00) Ted Irvine (41:18) Bruce MacGregor (55:06) Pete Stemkowski (59:18) | 6:4 (1:2, 2:1, 3:1) Spielbericht Stand: 2:2 | Canadiens de Montréal Steve Shutt (0:46) Pete Mahovlich (18:37) Frank Mahovlich (22:56) Serge Savard (53:57) | Madison Square Garden, New York City, New York Zuschauer: 17.500 |

| 16. April 1974 | Canadiens de Montréal Henri Richard (0:49) Murray Wilson (45:24) | 2:3 n. V. (1:1, 0:0, 1:1, 0:1) Spielbericht Stand: 2:3 | New York Rangers Bruce MacGregor (12:43) Bruce MacGregor (59:44) Ron Harris (64:07) | Forum de Montréal, Montréal, Québec Zuschauer: 16.775 |

| 18. April 1974 | New York Rangers Bruce MacGregor (28:41) Bill Fairbairn (29:27) Jean Ratelle (51:04) Pete Stemkowski (59:06) Pete Stemkowski (59:24) | 5:2 (0:1, 2:1, 3:0) Spielbericht Stand: 4:2 | Canadiens de Montréal Henri Richard (9:15) Steve Shutt (22:07) | Madison Square Garden, New York City, New York Zuschauer: 17.500 |

### (W1) Philadelphia Flyers – (W4) Atlanta Flames
| 9. April 1974 | Philadelphia Flyers Gary Dornhoefer (19:56) Tom Bladon (33:36) Orest Kindrachuk (48:59) Orest Kindrachuk (52:09) | 4:1 (1:0, 1:0, 2:1) Spielbericht Stand: 1:0 | Atlanta Flames Bob Murray (49:29) | The Spectrum, Philadelphia, Pennsylvania Zuschauer: 17.007 |

| 11. April 1974 | Philadelphia Flyers Terry Crisp (6:01) Rick MacLeish (23:26) Rick MacLeish (26:20) Rick MacLeish (38:26) Jimmy Watson (51:52) | 5:1 (1:0, 3:0, 1:1) Spielbericht Stand: 2:0 | Atlanta Flames Rey Comeau (41:31) | The Spectrum, Philadelphia, Pennsylvania Zuschauer: 17.007 |

| 12. April 1974 | Atlanta Flames Larry Romanchych (28:47) | 1:4 (0:2, 1:1, 0:1) Spielbericht Stand: 0:3 | Philadelphia Flyers Don Saleski (2:51) Bobby Clarke (5:02) Rick MacLeish (33:47) Bill Barber (42:20) | Omni Coliseum, Atlanta, Georgia Zuschauer: 15.141 |

| 14. April 1974 | Atlanta Flames Larry Romanchych (3:28) Jean Lemieux (25:33) Rey Comeau (36:19) | 3:4 n. V. (1:0, 2:1, 0:2, 0:1) Spielbericht Stand: 0:4 | Philadelphia Flyers André Dupont (36:48) Gary Dornhoefer (41:16) Tom Bladon (46:34) Dave Schultz (65:40) | Omni Coliseum, Atlanta, Georgia Zuschauer: 15.141 |

### (W2) Chicago Black Hawks – (W3) Los Angeles Kings
| 10. April 1974 | Chicago Black Hawks Darcy Rota (31:13) Dennis Hull (36:51) Stan Mikita (59:12) | 3:1 (0:1, 2:0, 1:0) Spielbericht Stand: 1:0 | Los Angeles Kings Gene Carr (9:08) | Chicago Stadium, Chicago, Illinois Zuschauer: 18.000 |

| 11. April 1974 | Chicago Black Hawks Dick Redmond (12:21) Stan Mikita (38:13) Dennis Hull (43:07) Jim Pappin (59:27) | 4:1 (1:0, 1:1, 2:0) Spielbericht Stand: 2:0 | Los Angeles Kings Bob Nevin (24:03) | Chicago Stadium, Chicago, Illinois Zuschauer: 17.800 |

| 13. April 1974 | Los Angeles Kings | 0:1 (0:1, 0:0, 0:0) Spielbericht Stand: 0:3 | Chicago Black Hawks Germain Gagnon (0:40) | The Forum, Inglewood, Kalifornien Zuschauer: 15.505 |

| 14. April 1974 | Los Angeles Kings Gene Carr (24:04) Juha Widing (43:24) Tom Williams (46:29) Tom Williams (50:27) Tom Williams (52:47) | 5:1 (0:1, 1:0, 4:0) Spielbericht Stand: 1:3 | Chicago Black Hawks Dennis Hull (3:07) | The Forum, Inglewood, Kalifornien Zuschauer: 12.912 |

| 16. April 1974 | Chicago Black Hawks Jim Pappin (55:23) | 1:0 (0:0, 0:0, 1:0) Spielbericht Stand: 4:1 | Los Angeles Kings | Chicago Stadium, Chicago, Illinois Zuschauer: 16.666 |

## Halbfinale

### (E1) Boston Bruins – (W2) Chicago Black Hawks
| 18. April 1974 | Boston Bruins Phil Esposito (6:40) Darryl Edestrand (49:08) | 2:4 (1:0, 0:2, 1:2) Spielbericht Stand: 0:1 | Chicago Black Hawks Stan Mikita (23:48) Darcy Rota (28:12) John Marks (56:56) Dennis Hull (59:39) | Boston Garden, Boston, Massachusetts Zuschauer: 15.003 |

| 21. April 1974 | Boston Bruins Johnny Bucyk (6:44) Johnny Bucyk (11:56) Terry O’Reilly (21:28) Johnny Bucyk (37:34) Phil Esposito (42:59) Bobby Schmautz (47:56) Don Marcotte (48:40) Gregg Sheppard (51:53) | 8:6 (2:2, 2:2, 4:2) Spielbericht Stand: 1:1 | Chicago Black Hawks Darcy Rota (9:04) Dale Tallon (19:15) Dennis Hull (24:40) Germain Gagnon (32:38) Dennis Hull (45:12) John Marks (53:52) | Boston Garden, Boston, Massachusetts Zuschauer: 15.003 |

| 23. April 1974 | Chicago Black Hawks Bill White (23:09) Stan Mikita (51:38) Stan Mikita (59:18) Jim Pappin (63:48) | 4:3 n. V. (0:1, 1:1, 2:1, 1:0) Spielbericht Stand: 2:1 | Boston Bruins Carol Vadnais (13:18) Gregg Sheppard (36:39) Ken Hodge (44:53) | Chicago Stadium, Chicago, Illinois Zuschauer: 16.666 |

| 25. April 1974 | Chicago Black Hawks Pit Martin (10:50) Keith Magnuson (35:23) | 2:5 (1:2, 1:2, 0:1) Spielbericht Stand: 2:2 | Boston Bruins Gregg Sheppard (12:07) Ken Hodge (19:51) Phil Esposito (30:29) André Savard (34:31) Wayne Cashman (59:31) | Chicago Stadium, Chicago, Illinois Zuschauer: 16.666 |

| 28. April 1974 | Boston Bruins Johnny Bucyk (15:13) Johnny Bucyk (20:47) Phil Esposito (22:09) Dallas Smith (23:35) Phil Esposito (26:50) Gregg Sheppard (37:25) | 6:2 (1:0, 5:1, 0:1) Spielbericht Stand: 3:2 | Chicago Black Hawks Cliff Koroll (26:02) Pit Martin (42:25) | Boston Garden, Boston, Massachusetts Zuschauer: 15.003 |

| 30. April 1974 | Chicago Black Hawks Cliff Koroll (7:16) Len Frig (44:18) | 2:4 (1:0, 0:2, 1:2) Spielbericht Stand: 2:4 | Boston Bruins Don Marcotte (25:59) Don Marcotte (30:05) Gregg Sheppard (58:11) Phil Esposito (58:44) | Chicago Stadium, Chicago, Illinois Zuschauer: 16.666 |

### (W1) Philadelphia Flyers – (E3) New York Rangers
| 20. April 1974 | Philadelphia Flyers Rick MacLeish (19:03) Ross Lonsberry (24:33) Bill Barber (25:25) Rick MacLeish (58:07) | 4:0 (1:0, 2:0, 1:0) Spielbericht Stand: 1:0 | New York Rangers | The Spectrum, Philadelphia, Pennsylvania Zuschauer: 17.007 |

| 23. April 1974 | Philadelphia Flyers Bobby Clarke (8:13) Ed Van Impe (30:37) Ross Lonsberry (47:54) Rick MacLeish (56:20) Ross Lonsberry (59:26) | 5:2 (1:0, 1:1, 3:1) Spielbericht Stand: 2:0 | New York Rangers Jack Egers (38:36) Brad Park (48:10) | The Spectrum, Philadelphia, Pennsylvania Zuschauer: 17.007 |

| 25. April 1974 | New York Rangers Bill Fairbairn (14:28) Steve Vickers (33:57) Vic Hadfield (38:44) Brad Park (48:53) Rod Gilbert (53:14) | 5:3 (1:2, 2:1, 2:0) Spielbericht Stand: 1:2 | Philadelphia Flyers Rick MacLeish (6:57) André Dupont (12:20) Gary Dornhoefer (31:33) | Madison Square Garden, New York City, New York Zuschauer: 17.500 |

| 28. April 1974 | New York Rangers Bobby Rousseau (38:13) Rod Gilbert (64:20) | 2:1 n. V. (0:1, 1:0, 0:0, 1:0) Spielbericht Stand: 2:2 | Philadelphia Flyers Joe Watson (15:32) | Madison Square Garden, New York City, New York Zuschauer: 17.500 |

| 30. April 1974 | Philadelphia Flyers Tom Bladon (26:49) Rick MacLeish (37:39) Simon Nolet (48:05) Rick MacLeish (59:27) | 4:1 (0:1, 2:0, 2:0) Spielbericht Stand: 3:2 | New York Rangers Pete Stemkowski (6:16) | The Spectrum, Philadelphia, Pennsylvania Zuschauer: 17.007 |

| 2. Mai 1974 | New York Rangers Brad Park (16:59) Ron Harris (44:10) Ted Irvine (45:48) Steve Vickers (59:39) | 4:1 (1:1, 0:0, 3:0) Spielbericht Stand: 3:3 | Philadelphia Flyers Don Saleski (5:41) | Madison Square Garden, New York City, New York Zuschauer: 17.500 |

| 5. Mai 1974 | Philadelphia Flyers Rick MacLeish (14:40) Orest Kindrachuk (22:27) Gary Dornhoefer (31:26) Gary Dornhoefer (49:01) | 4:3 (1:1, 2:0, 1:2) Spielbericht Stand: 4:3 | New York Rangers Bill Fairbairn (13:43) Steve Vickers (48:49) Pete Stemkowski (54:34) | The Spectrum, Philadelphia, Pennsylvania Zuschauer: 17.007 |

## Stanley-Cup-Finale

### (E1) Boston Bruins – (W1) Philadelphia Flyers
| 7. Mai 1974 | Boston Bruins Wayne Cashman (12:05) Gregg Sheppard (13:01) Bobby Orr (59:38) | 3:2 (2:0, 0:1, 1:1) Spielbericht Stand: 1:0 | Philadelphia Flyers Orest Kindrachuk (27:47) Bobby Clarke (45:32) | Boston Garden, Boston, Massachusetts Zuschauer: 15.003 |

| 9. Mai 1974 | Boston Bruins Wayne Cashman (14:24) Phil Esposito (17:22) | 2:3 n. V. (2:0, 0:1, 0:1, 0:1) Spielbericht Stand: 1:1 | Philadelphia Flyers Bobby Clarke (21:08) André Dupont (59:08) Bobby Clarke (72:01) | Boston Garden, Boston, Massachusetts Zuschauer: 15.003 |

| 12. Mai 1974 | Philadelphia Flyers Tom Bladon (10:27) Terry Crisp (15:43) Orest Kindrachuk (47:53) Ross Lonsberry (54:19) | 4:1 (2:1, 0:0, 2:0) Spielbericht Stand: 2:1 | Boston Bruins Johnny Bucyk (1:03) | The Spectrum, Philadelphia, Pennsylvania Zuschauer: 17.007 |

| 14. Mai 1974 | Philadelphia Flyers Rick MacLeish (4:40) Dave Schultz (5:30) Bill Barber (54:25) André Dupont (56:40) | 4:2 (2:2, 0:0, 2:0) Spielbericht Stand: 3:1 | Boston Bruins Phil Esposito (7:12) André Savard (11:24) | The Spectrum, Philadelphia, Pennsylvania Zuschauer: 17.007 |

| 16. Mai 1974 | Boston Bruins Gregg Sheppard (8:14) Bobby Orr (32:06) Bobby Orr (36:55) Ken Hodge (40:39) Don Marcotte (58:59) | 5:1 (1:0, 2:1, 2:0) Spielbericht Stand: 2:3 | Philadelphia Flyers Bill Clement (26:04) | Boston Garden, Boston, Massachusetts Zuschauer: 15.003 |

| 19. Mai 1974 | Philadelphia Flyers Rick MacLeish (14:48) | 1:0 (1:0, 0:0, 0:0) Spielbericht Stand: 4:2 | Boston Bruins | The Spectrum, Philadelphia, Pennsylvania Zuschauer: 17.007 |

### Stanley-Cup-Sieger
| Stanley-Cup-Sieger Philadelphia Flyers | Torhüter: Bernie Parent, Bobby Taylor Verteidiger: Barry Ashbee, Tom Bladon, André Dupont, Ed Van Impe, Jimmy Watson, Joe Watson Angreifer: Bill Barber, Bobby Clarke (C), Bill Clement, Bruce Cowick, Terry Crisp, Gary Dornhoefer, Bill Flett, Bob Kelly, Orest Kindrachuk, Ross Lonsberry, Rick MacLeish, Simon Nolet, Don Saleski, Dave Schultz Cheftrainer: Fred Shero General Manager: Keith Allen |

## Beste Scorer
Abkürzungen: GP = Spiele, G = Tore, A = Assists, Pts = Punkte, +/− = Plus/Minus, PIM = Strafminuten; Fett: Bestwert
| Spieler        | Team         | GP | G  | A  | Pts | +/− | PIM |
| -------------- | ------------ | -- | -- | -- | --- | --- | --- |
| Rick MacLeish  | Philadelphia | 17 | 13 | 9  | 22  | ±0  | 20  |
| Gregg Sheppard | Boston       | 16 | 11 | 8  | 19  | +13 | 4   |
| Johnny Bucyk   | Boston       | 16 | 8  | 10 | 18  | +10 | 4   |
| Bobby Orr      | Boston       | 16 | 4  | 14 | 18  | +7  | 28  |
| Ken Hodge      | Boston       | 16 | 6  | 10 | 16  | −2  | 16  |
| Bobby Clarke   | Philadelphia | 17 | 5  | 11 | 16  | +1  | 42  |
| Phil Esposito  | Boston       | 16 | 9  | 5  | 14  | −2  | 25  |
| Wayne Cashman  | Boston       | 16 | 5  | 9  | 14  | −2  | 46  |
| Ross Lonsberry | Philadelphia | 17 | 4  | 9  | 13  | ±0  | 18  |
| Carol Vadnais  | Boston       | 16 | 1  | 12 | 13  | +7  | 42  |

Bobby Schmautz von den Boston Bruins erreichte ebenfalls eine Plus/Minus-Statistik von +13.

## Beste Torhüter
Die kombinierte Tabelle zeigt die jeweils drei besten Torhüter in den Kategorien Gegentorschnitt und Fangquote sowie die jeweils Führenden in den Kategorien Shutouts und Siege.
Abkürzungen: GP = Spiele, Min = Eiszeit (in Minuten), W = Siege, L = Niederlagen, GA = Gegentore, SO = Shutouts, Sv% = gehaltene Schüsse (in %), GAA = Gegentorschnitt; Fett: Bestwert; Sortiert nach Gegentorschnitt.
Erfasst werden nur Torhüter mit 180 absolvierten Spielminuten.
| Spieler         | Team         | GP | Min     | W  | L | GA | SO | Sv%  | GAA  |
| --------------- | ------------ | -- | ------- | -- | - | -- | -- | ---- | ---- |
| Rogatien Vachon | Los Angeles  | 4  | 236:51  | 0  | 4 | 7  | 0  | 92,7 | 1,77 |
| Bernie Parent   | Philadelphia | 17 | 1039:24 | 12 | 5 | 35 | 2  | 93,3 | 2,02 |
| Gilles Gilbert  | Boston       | 16 | 976:09  | 10 | 6 | 43 | 1  | 91,2 | 2,64 |
| Tony Esposito   | Chicago      | 10 | 579:52  | 6  | 4 | 28 | 2  | 91,1 | 2,90 |